# Distretto di Capillas
Il distretto di Capillas è uno dei dodici distretti della  provincia di Castrovirreyna, in Perù. Si trova nella regione di Huancavelica.